# Polioptila albiventris
La perlita de Yucatán o perlita yucateca (Polioptila albiventris) es una especie de ave paseriforme de la familia Polioptilidae perteneciente al  numeroso género Polioptila, hasta el año 2019 era tratada como una subespecie de Polioptila albiloris. Es endémica de México.

## Distribución y hábitat
Se encuentra únicamente en el sureste de México, en la costa norte de la península de Yucatán, principalmente en el estado de Yucatán, marginalmente en el norte de Campeche. Un registro histórico en la isla Cozumel ha sido prácticamente descartado.
Esta especie es considerada bastante abundante en su pequeña zona de matorrales áridos costeros, y en menor medida en bosques caducifolios bajos y manglares costeros. Se encuentra principalmente en la ecoregión entre los manglares de Petenes y Río Lagartos; raramente es vista en matorrales espinososos. Se conoce muy poco, pero probablemente en altitudes por debajo de los 100 a 200 m; la mayor parte de los registros ocurren dentro de 50 km de la costa.

## Sistemática

### Descripción original
La especie P. albiventris fue descrita por primera vez por el ornitólogo estadounidense George Newbold Lawrence en 1885 bajo el mismo nombre científico; su localidad tipo es: «Temax, Yucatán, México».

### Etimología
El nombre genérico femenino «Polioptila» es una combinación de las palabras del griego «polios» que significa ‘gris’, y «ptilon» que significa ‘plumaje’; y el nombre de la especie «albiventris» se compone de las palabras del latín  «albus» que significa ‘blanco’, y «ventris» que significa ‘vientre’.

### Taxonomía
La presente especie tiene una historia taxonómica confusa, originalmente descrita como especie plena, ya fue tratada como subespecie de Polioptila plumbea y de Polioptila nigriceps, y por mucho tiempo fue tratada como una subespecie de Polioptila albiloris hasta el año 2019, en que fue separada como especie plena con base en los estudios filogenéticos de Smith et al. (2018), que comprobaron que era hermana del grupo de subespecies P. plumbea bilineata. La separación fue reconocida en la Propuesta 2019-C-7 al Comité de Clasificación de Norte y Mesoamérica (N&MACC).